# Kikihia rosea
Kikihia rosea är en insektsart som först beskrevs av Walker 1850.  Kikihia rosea ingår i släktet Kikihia och familjen cikador. Inga underarter finns listade i Catalogue of Life.